# The Great Gig in the Sky
The Great Gig in the Sky – utwór brytyjskiego zespołu rockowego Pink Floyd. Pochodzi z wydanej w 1973 roku płyty The Dark Side of the Moon. Elementy wokalne wykonuje Clare Torry.

## Kompozycja

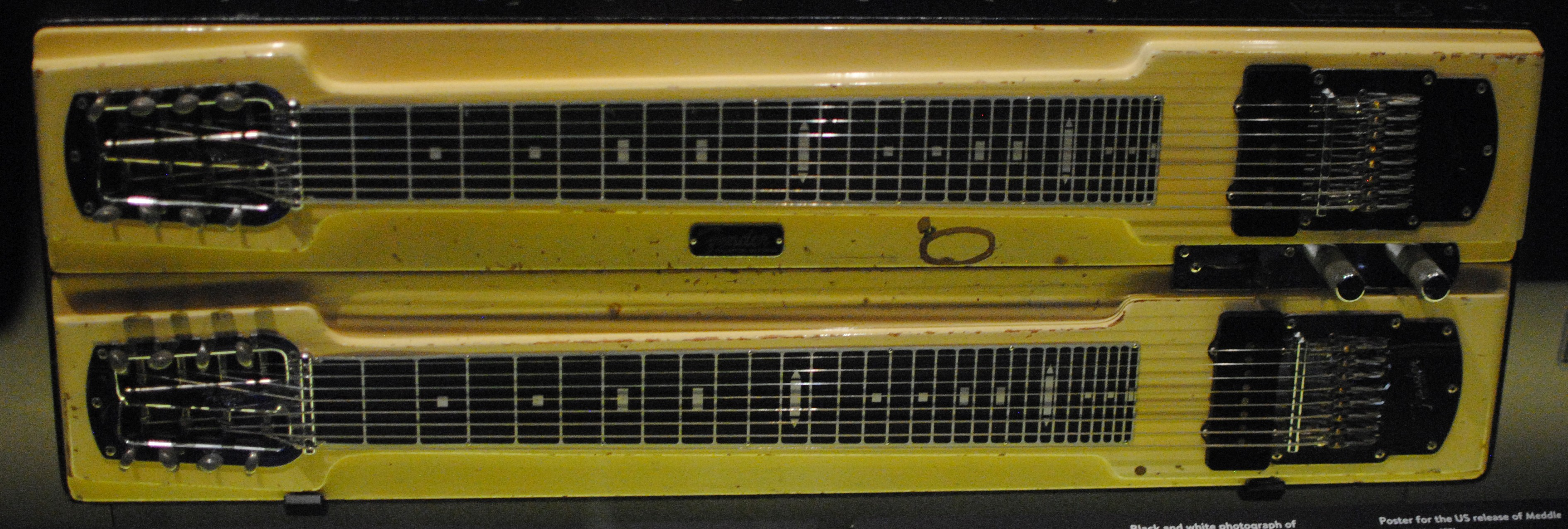
Fender „Duo 1000” podwójna elektryczna gitara hawajska Davida Gilmoura użyta w utworze

Na początku utwór był progresją akordów Richarda Wrighta, znaną jako „The Mortality Sequence” albo „The Religion Song”. W 1972, jeszcze przed premierą albumu, na koncertach utwór był wykonywany na organach i był akompaniamentem do fragmentów z Biblii oraz fragmentów przemówień Malcolma Muggeridge, brytyjskiego pisarza znanego z konserwatywnych poglądów religijnych. Gdy zespół zaczął nagrywać utwór w studiu, organy zostały zastąpione przez fortepian. Próbowano różnych efektów w utworze, np. rozmowy astronautów NASA podczas misji w przestrzeni kosmicznej, ale żadne z nich nie były satysfakcjonujące. Ostatecznie, parę tygodni przed skończeniem albumu, zespół zdecydował się na próbę dodania damskiego głosu lamentującego do muzyki, który wykonała Clare Torry.